# Aeschynanthus cordifolius
Aeschynanthus cordifolius är en tvåhjärtbladig växtart som beskrevs av William Jackson Hooker. Aeschynanthus cordifolius ingår i släktet Aeschynanthus och familjen Gesneriaceae. Inga underarter finns listade i Catalogue of Life.